# Ermita de Santa Quiteria (Argente)
La ermita Santa Quiteria de Argente (Provincia de Teruel, España) es una ermita románica del siglo XII, de gran interés por tratarse de uno de los pocos ejemplos existentes en la provincia. 
Consta de una alargada nave única de cuatro tramos y ábside semicircular, ligeramente apuntado. Su fábrica es de mampostería en los dos últimos tramos de la nave y sillarejo en el primero y la cabecera, donde también aparecen estrechas franjas y pilastras de ladrillo como refuerzo. 
En el lado meridional se abre una sencilla portada de ladrillo en arco de medio punto, que da paso a un interior totalmente enlucido, que muestra algunos restos de pintura mural de época gótica en los muros del primer tramo. 
Lo más interesante de esta ermita es la techumbre de madera que cubre toda la iglesia. Se trata de una techumbre a dos aguas sobre arcos diafragma en la nave y semicónica en la cabecera, realizada en madera y decorada con motivos geométricos, heráldicos y figurativos de época gótica, en blanco, rojo y negro principalmente.